# التدخل السوري في الحرب الأهلية اللبنانية
يشير التدخل السوري في الحرب الأهلية اللبنانية إلى التورط العسكري للجيش العربي السوري وغيره من الهياكل العسكرية والاستخبارية للجمهورية العربية السورية البعثية في الحرب الأهلية اللبنانية. لقد بدأ التدخل في عام 1976، بعد عام من اندلاع الحرب اللبنانية، عندما بدأ الجيش السوري في دعم الميليشيات المارونية ضد منظمة التحرير الفلسطينية والميليشيات اليسارية. أسست سوريا ميليشيا تابعة لها هي جيش التحرير الفلسطيني. لقد تم إضفاء الشرعية على التدخل لاحقًا بحجة قوات الردع العربية التابعة للجامعة العربية. لكن في وقت لاحق، تغير الموقف، وحولت سوريا الدعم إلى حركة أمل، بينما كانت لا تزال تدعم بعض الميليشيات الفلسطينية والمارونية. وفي عام 1982، تحاربت سوريا إسرائيل للسيطرة على لبنان.

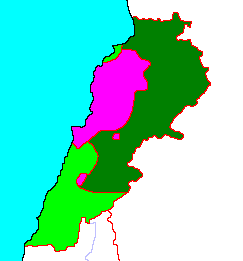
خريطة توضح توازن القوى في لبنان 1976:
أخضر داكن - تسيطر عليه سوريا؛
أرجواني - تسيطر عليه الجماعات المارونية؛
أخضر فاتح - تسيطر عليه الميليشيات الفلسطينية

## الجدول الزمني

### تدخل عام 1976
في 22 يناير 1976، توسط الرئيس السوري حافظ الأسد في هدنة بين الجانبين، بينما بدأ سرًا في نقل القوات السورية إلى لبنان تحت ستار جيش التحرير الفلسطيني من أجل إعادة منظمة التحرير الفلسطينية إلى النفوذ السوري ومنع تفكك لبنان. ومع ذلك، استمر تصاعد العنف. وفي مارس 1976، طلب الرئيس اللبناني سليمان فرنجية من سوريا التدخل رسميًا. وبعد أيام، أرسل الأسد رسالة إلى الولايات المتحدة يطلب فيها منهم عدم التدخل إذا كان سيرسل قواته إلى لبنان.
وفي 8 مايو 1976، هَزم إلياس سركيس، الذي كانت تدعمه سوريا، فرنجية في انتخابات رئاسية أجراها البرلمان اللبناني. ومع ذلك، رفض فرنجية التنحي. في 1 يونيو 1976، دخل 12 ألف جندي سوري نظامي إلى لبنان وبدأوا في شن عمليات ضد الميليشيات الفلسطينية واليسارية. وضع هذا سوريا على الجانب نفسه مثل إسرائيل، حيث بدأت إسرائيل بالفعل في تزويد القوات المارونية بالأسلحة والدبابات والمستشارين العسكريين في مايو 1976. كان لسوريا مصالحها السياسية والإقليمية الخاصة في لبنان، الذي كان يؤوي خلايا من الإسلامويين السنّة والإخوان المسلمين المناهضين للبعث.
ومنذ يناير، كان مخيم تل الزعتر في شرق بيروت محاصرًا من قبل الميليشيات المسيحية المارونية. وفي 12 أغسطس 1976، تمكنت القوات المارونية، بدعم سوري، من سحق الميليشيات الفلسطينية واليسارية المدافعة عن المخيم. قتلت الميليشيات المسيحية ما بين 1000 إلى 1500 مدني، الأمر الذي أثار انتقادات شديدة لسوريا من العالم العربي.
وفي 19 أكتوبر 1976، وقعت معركة أيشيا، عندما هاجمت قوة مشتركة من منظمة التحرير الفلسطينية وميليشيا شيوعية قرية أيشيا، وهي قرية مارونية معزولة في منطقة معظمها مسلمة. أطلق سلاح المدفعية التابع لالجيش الإسرائيلي 24 قذيفة (66 كيلوغرام من مادة تي إن تي لكل منها) من وحدات مدفعية ميدانية أمريكية الصنع 175 ملم على المهاجمين، لصد محاولتهم الأولى. ومع ذلك، عاد كل من الشيوعيين ومنظمة التحرير الفلسطينية ليلًا، عندما جعلت الرؤية الضعيفة المدفعية الإسرائيلية أقل فعالية بكثير. لقد فرّ السكان الموارنة من القرية لكنهم عادوا في عام 1982.
وفي أكتوبر 1976، قبلت سوريا اقتراح قمة الجامعة العربية في الرياض الذي أعطى سوريا تفويضًا بإبقاء 40 ألف جندي في لبنان باعتبارهم قوة ردع عربية مُكلفة بتفكيك المقاتلين واستعادة الهدوء. كانت الدول العربية الأخرى أيضًا جزءً من قوات الردع العربية، لكنها فقدت الاهتمام في وقت قريب نسبيًا، وتُركت سوريا مرة أخرى تحت السيطرة الوحيدة مع وجود قوات الردع العربية كدرع دبلوماسي ضد الانتقادات الدولية. توقفت الحرب الأهلية رسميًا عند هذه النقطة، واستقر هدوء مضطرب على بيروت ومعظم مناطق لبنان. ولكن في الجنوب، بدأ المناخ في التدهور نتيجة للعودة التدريجية لمقاتلي منظمة التحرير الفلسطينية، الذين طُلب منهم إخلاء وسط لبنان بموجب شروط اتفاقيات الرياض.
خلال 1975-1977، قتل 60 ألف شخص.

### حرب المائة يوم (1977)
كانت حرب المئة يوم نزاعًا ضمن مرحلة الأعوام 1977 حتى 1982 من الحرب الأهلية اللبنانية وقد وقعت في العاصمة اللبنانية بيروت حيث دارت بين تحالف ميليشيات الجبهة اللبنانية المسيحية بقيادة رئيس حزب الكتائب بشير الجميل والقوات السورية التابعة لقوات الردع العربية.

### معركة زحلة (1980–1981)
وقعت معركة زحلة خلال الحرب الأهلية اللبنانية، بين ديسمبر 1980 ويونيو 1981. عانت مدينة زحلة خلال فترة السبعة أشهر لعدد من النكسات السياسية والعسكرية. كان اللاعبون الرئيسيون المعارضون من جهة، القوات اللبنانية بمساعدة سكان بلدة زحلة، وعلى الجانب الآخر، القوات المسلحة السورية، التي كانت جزءً من قوات الردع العربية لحفظ السلام، بمساعدة بعض فصائل منظمة التحرير الفلسطينية. ومن الناحية الديموغرافية، تعتبر زحلة واحدة من أكبر المدن المسيحية في لبنان. وبالقرب من ضواحي البلدة، سهل البقاع، الممتد على طول الحدود السورية. وبالنظر إلى قرب زحلة من سهل البقاع، فقد شَكَّت القوات المسلحة السورية من تحالف محتمل بين إسرائيل والجبهة اللبنانية في زحلة. هذا التحالف المحتمل لن يهدد الوجود العسكري السوري في سهل البقاع فحسب، بل كان يُعتبر تهديدًا للأمن القومي من وجهة نظر السوريين، نظرًا لقربه بين زحلة والطريق السريع بين بيروت ودمشق. وبالتالي، وكاستراتيجية قمع، سيطرت القوات السورية على الطرق الرئيسية المؤدية إلى المدينة والخروج منها وحصنت الوادي بأكمله. وعند ديسمبر 1980، ازداد التوتر بين القوات اللبنانية في زحلة والمسلحين اليساريين المدعومين من سوريا. ومن أبريل إلى يونيو 1981، وطوال فترة الأشهر الأربعة، واجهت حفنة من أعضاء القوات اللبنانية، بمساعدة المقاومة المحلية الزحلاوية، آلة الحرب السورية ودافعت عن المدينة من التدخل السوري والغزو المحتمل.

### الحرب السورية مع إسرائيل وحلفائها عام 1982

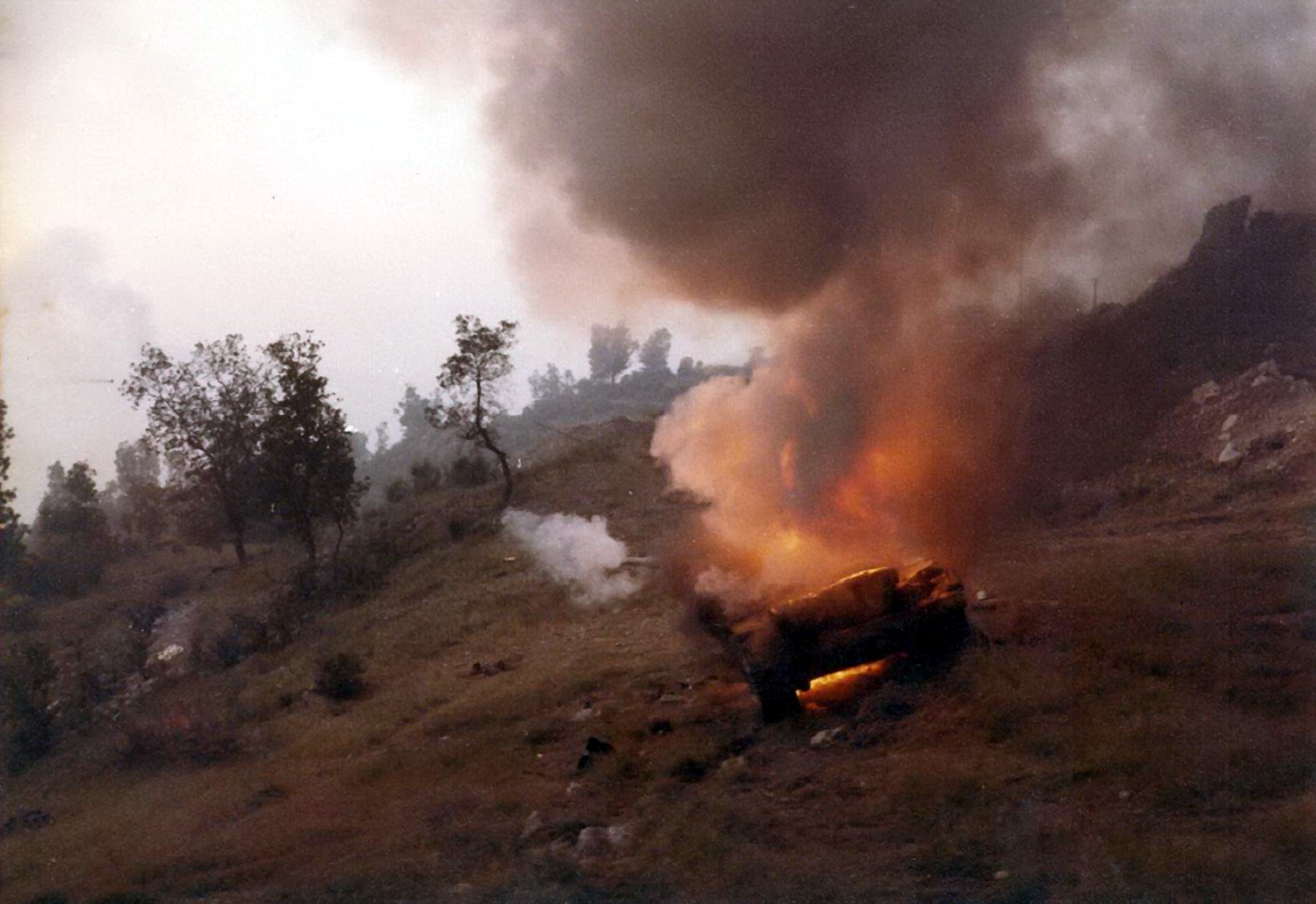
دبابة سورية تحترق على طريق خارج جزين

بحسب زئيف ماوز في كتابه الدفاع عن الأرض المقدسة: تحليل نقدي للأمن القومي والسياسة الخارجية لإسرائيل، فقد تم تطوير أهداف الحرب بشكل أساسي من قبل وزير الدفاع آنذاك أرئيل شارون وكانت أربعة أضعاف: 1- «تدمير البنية التحتية لمنظمة التحرير الفلسطينية في لبنان، بما في ذلك مقر منظمة التحرير الفلسطينية في بيروت». 2- «طرد القوات السورية من لبنان». 3- «تنصيب حكومة يسيطر عليها المسيحيون في لبنان برئاسة بشير الجميل». 4- «التوقيع على معاهدة سلام مع الحكومة اللبنانية من شأنها ترسيخ التحالف الإسرائيلي المسيحي غير الرسمي وتحويله إلى اتفاق ملزم». شهد جورج بول أمام لجنة الشؤون الخارجية بمجلس الشيوخ الأمريكي أن إستراتيجية شارون طويلة المدى، وفقًا لما كشفت عنها المحادثات، كانت إحدى عمليات «طرد الفلسطينيين من الضفة الغربية. والسماح فقط بما يكفي منهم للبقاء للعمل».
اندلع قتال في جزين بين الإسرائيليين والقوات السورية التي تسيطر على البلدة. وفي معركة جزين، اقتحمت القوات الإسرائيلية المكونة من كتيبتين للدبابات، تدعمهما سرية استطلاع وفصيل هندسي، جزين في معركة شرسة استمرت لمدة يوم ضد كتيبة سورية، ثم صدت هجومًا مضادًا شرسًا من قبل عشرات من المغاوير السوريين خلال الليل في قتال استمر لمدة حتى الفجر. وفي غضون ذلك، واصلت القوات الإسرائيلية تقدمها على الجانب الأيمن للسوريين.
وفي محاولة لإثبات التفوق الجوي وحرية أكبر للحركة، أطلق سلاح الجو الإسرائيلي عملية مول كريكيت 19 في 9 يونيو حيث حقق خلال العملية انتصارًا دراماتيكيًا على السوريين، حين أسقط 29 طائرة سورية، كما دمر 17 بطارية صواريخ سورية مضادة للطائرات، باستخدام أساليب الحرب الإلكترونية لإرباك الرادارات السورية وتشويشها. كانت الخسائر الوحيدة المعروفة للإسرائيليين هي سقوط طائرة واحدة بدون طيار وتدمير طائرتين مقاتلتين. وفي وقت لاحق من تلك الليلة، دمر هجوم جوي إسرائيلي لواءً سوريًا مدرعًا يتحرك جنوبًا من بعلبك، وهاجم سلاح الجو الإسرائيلي ودمّر ست بطاريات سورية أخرى من طراز سام في اليوم التالي. لقد استأنفت القوة الإسرائيلية في أقصى الشرق، التي كانت ثابتة، تقدمها إلى سهل البقاع.
وفي الوسط، نُصب كمين للقوات الإسرائيلية من قبل السوريين عندما اقتربوا من عين زحلتا، وتم حصارها من قبل القوات السورية بإطلاق النار من مواقع متفوقة. تعثر الإسرائيليون، وأرسلت كتيبة مشاة بطائرة هليكوبتر لتعزيزهم. لقد تم الاستيلاء على المدينة فقط بعد معركة مدرعة ومشاة استمرت يومين. وبعد سقوط عين زحلتا، تقدم الإسرائيليون إلى بلدة عين دارة، التي تطل على الطريق السريع بين بيروت ودمشق، واستولوا على المرتفعات المطلة على البلدة. واجه الإسرائيليون، على طول الطريق إلى عين دارة، دبابات ووحدات كوماندوز سورية، ووجدوا أنفسهم في مستنقع حيث استغل السوريون التضاريس. استدعى الإسرائيليون الدعم الجوي، وأثبتت طائرات الهليكوبتر الهجومية الإسرائيلية، التي استفادت من الوديان لتحلق على ارتفاع منخفض تحت أهدافها لكسب عنصر المفاجأة، فعاليتها خصوصًا ضد الدبابات السورية. وبعد معركة دامت يومًا واحدًا، حاصر الإسرائيليون عين دارة وكانوا في وضع يسمح لهم بالهجوم على الطريق السريع.
وفي الشرق، تقدمت القوات الإسرائيلية على طول أربعة طرق رئيسية باتجاه جوب جنين، على جانبي خزان القرعون. قاوم السوريون بشراسة. قام جنود مشاة سوريون مسلحون بأسلحة مضادة للدبابات بنصب الكمائن ضد الدبابات الإسرائيلية، وأثبتت مروحيات الغزال السورية المسلحة بصواريخ HOT فعاليتها ضد الدروع الإسرائيلية. ومع ذلك، تمكن الإسرائيليون من الاستيلاء على قاع الوادي، وتراجع السوريون. استولى الإسرائيليون على راشيا، وتقدموا من خلال كفر قوق، وسيطروا على ضواحي يانتا. كما سقط جوب جنين على عاتق الإسرائيليين. لقد كفل مدى التقدم الإسرائيلي منع التعزيزات السورية من الانتشار غرب خزان القرعون. ثم قامت كتيبة مدرعة إسرائيلية بالتوغل عبر جوب جنين إلى بلدة السلطان يعقوب، ونُصبت لها كمائن من القوات السورية المنتظرة. وفي معركة السلطان يعقوب، قاتل الإسرائيليون بشراسة من أجل تخليص أنفسهم، واستدعوا التعزيزات ونيران المدفعية لتغطية الانسحاب. وبعد ست ساعات، تمكن الإسرائيليون من التراجع. وبالإضافة إلى ذلك، اندلعت معركة جوية كبرى أخرى أسقط خلالها سلاح الجو الإسرائيلي 25 طائرة سورية و4 طائرات هليكوبتر.

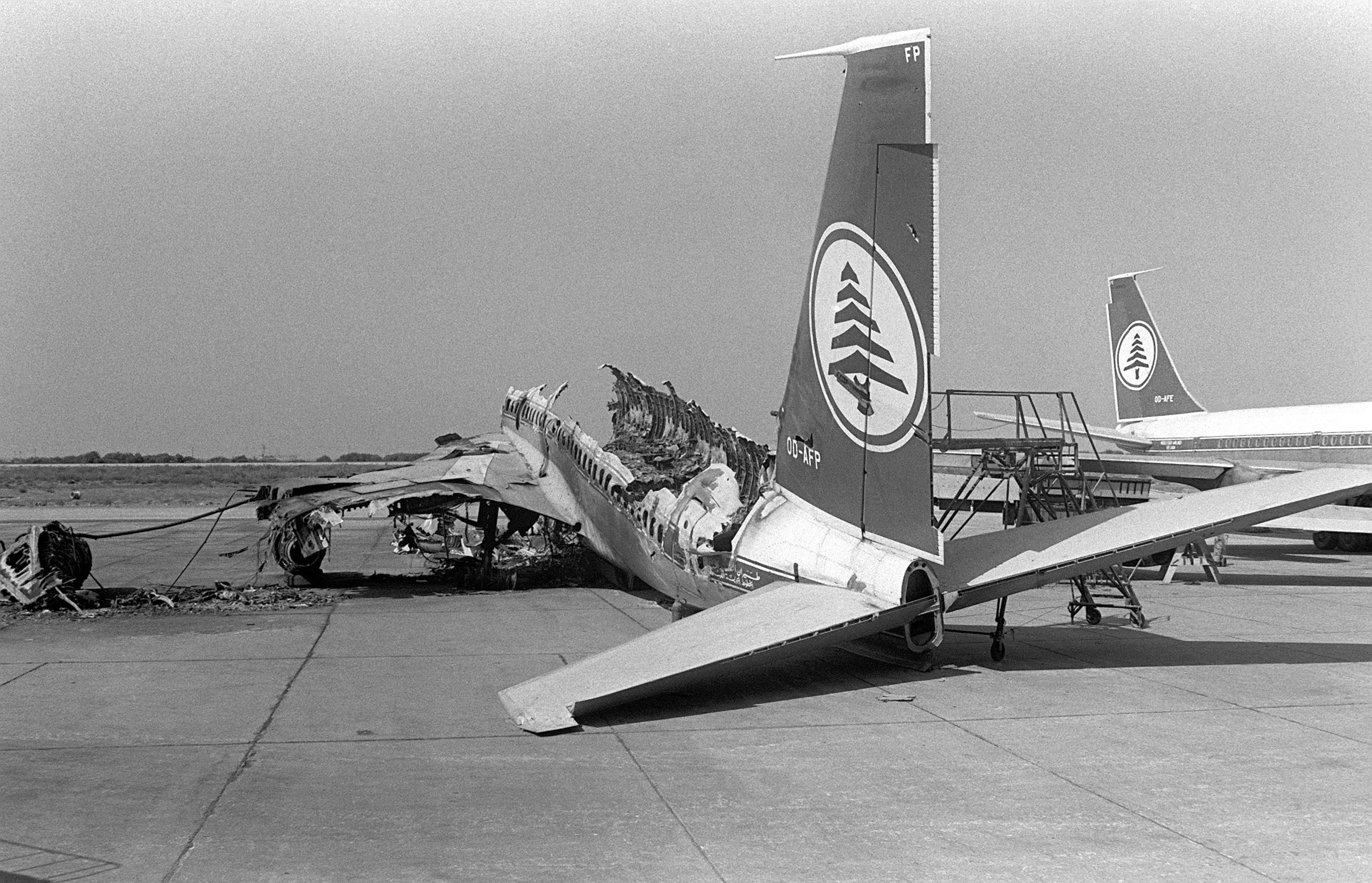
طائرة مدمرة في مطار بيروت 1982.

إلى الغرب، بينما قامت قوات الجيش الإسرائيلي بمسح المقاومة المتبقية في صور وصيدا، استمر التقدم الإسرائيلي على بيروت، ثم جرى نشر الدبابات ووحدات الكوماندوز السورية جنوب بيروت لتعزيز منظمة التحرير الفلسطينية. وعندما وصل الإسرائيليون إلى ضواحي كفر سيل في بيروت، التقوا بقوة مشتركة من سوريا ومنظمة التحرير الفلسطينية لأول مرة، وخاضوا معركة صعبة للسيطرة عليها. أوقف الجيش الإسرائيلي بشكل مؤقت تقدمه في القطاع الغربي في كفر سيل.
في 11 يونيو 1982، أعلنت إسرائيل وسوريا أنهما اتفقتا على وقف إطلاق النار عند الظهر، والذي لن يشمل منظمة التحرير الفلسطينية. سيبدأ سريان وقف إطلاق النار عند الظهر. وقبل أن بدايته، قام السوريون بنقل رتلًا من دبابات T-72 لوضعه ضد القوات الإسرائيلية في الوادي. نصبت فرق المشاة الإسرائيلية المسلحة بصواريخ بي جي إم-71 تاو المضادة للدبابات كمينًا في العمود السوري، ودمرت 11 دبابة. كما وقعت معركة جوية أخرى، حيث أسقط الإسرائيليون 18 طائرة سورية أخرى. وفي 12 يونيو، امتد وقف إطلاق النار الإسرائيلي السوري إلى منظمة التحرير الفلسطينية. ومع توقف التقدم الإسرائيلي، حول الإسرائيليون انتباههم إلى المنطقة التي احتلوها بالفعل في جنوب لبنان، وبدأوا سياسة لاستئصال فلول منظمة التحرير الفلسطينية. وفي 13 يونيو، وبعد أقل من اثنتي عشرة ساعة من دخول اتفاق وقف إطلاق النار بين إسرائيل ومنظمة التحرير الفلسطينية حيز التنفيذ، انهار الاتفاق، واندلع قتال عنيف حول خلدة. ومع احتدام القتال، ضربت وحدة مدرعة تابعة لالجيش الإسرائيلي شمال شرق البلاد، في محاولة لتجاوز خلدة والتقدم نحو بعبدا، التي تطل على المطار ويمكن استخدامها كنقطة انطلاق أخرى لقطع الطريق السريع بين بيروت ودمشق. وبحلول 14 يونيو، كانت القوات السورية منتشرة في خلدة. اتخذت وحدات سورية في بيروت وثلاث كتائب كوماندوز مسلحة بأسلحة مضادة للدبابات مواقع دفاعية جنوب غرب المطار لمنع أي محاولة إسرائيلية للاستيلاء عليها. حاول الإسرائيليون تطويق هذه الدفاعات بالابتعاد عن الطريق عبر الشويفات، على طريق ضيق شديد الانحدار ومتعرج نحو بعبدا، لكنهم تعرضوا لكمين نصبته كتيبة كوماندوز سورية. هاجم السوريون الدروع الإسرائيلية بقذائف صاروخية وقذائف مضادة للدبابات من مسافة قريبة. ترجّل المشاة الإسرائيليون واشتبكوا مع السوريين. وقع قتال عنيف، حيث أطلق الإسرائيليون المدفعية من مسافة قريبة جدًا مهم. تقدم الإسرائيليون بلا هوادة، وبعد أربعة عشر ساعةً من القتال العنيف الذي اندلع عبر عين العنوب وسوق الغرب، اقتحموا المواقع السورية ودخلوا بعبدا.
وفي 15 يونيو، عرضت إسرائيل المرور الحر لجميع القوات السورية في بيروت إذا انسحبت من المدينة إلى وادي البقاع في الشرق، لكن الحكومة السورية رفضت وأرسلت تعزيزات إضافية إلى وحداتها على طول الطريق السريع وشمال الطريق السريع بالقرب من بيروت. واجه الإسرائيليون نقاط قوة سورية معززة بالدروع والمدفعية على طول الطريق السريع. ومع ذلك، بين 16 يونيو و22 يونيو، اقتصر القتال على مبارزات المدفعية ومعارك طفيفة بين القوات الإسرائيلية والسورية، حيث عزز الجانبان قواتهما.

### حملة ضد عون (1990)
في 13 أكتوبر 1990، شنت سوريا عملية كبيرة شملت جيشها وسلاحها الجوي (لأول مرة منذ حصار زحلة عام 1981) وحلفاء لبنانيين (بشكل رئيسي الجيش اللبناني بقيادة الجنرال إميل لحود) ضد معقل عون حول القصر الرئاسي، حيث قُتل المئات من أنصار عون، ثم قامت بتطهير آخر جيوب عونية، وعززت قبضتها على العاصمة. هرب عون إلى السفارة الفرنسية في بيروت، ثم إلى المنفى في باريس حيث لم يتمكن من العودة حتى مايو 2005.
يزعم وليام هاريس أن العملية السورية لم يمكن أن تتم دون توصل سوريا إلى اتفاق مع الولايات المتحدة يقضي بعدم مهاجمة إسرائيل للطائرات السورية التي تقترب من بيروت مقابل تقديم الدعم ضد الحكومة العراقية في حرب الخليج الثانية. زعم عون عام 1990 أن الولايات المتحدة «باعت لبنان لسوريا».

## مقياس المشاركة

### 1976
في 22 يناير 1976، توسط الرئيس السوري حافظ الأسد في هدنة بين الجانبين، بينما بدأ سرًا في نقل القوات السورية إلى لبنان تحت ستار جيش التحرير الفلسطيني من أجل إعادة منظمة التحرير الفلسطينية إلى النفوذ السوري ومنع التفكك لبنان.
في 1 يونيو 1976، دخل 12 ألف جندي سوري نظامي للبنان وبدأوا في شن عمليات ضد الميليشيات الفلسطينية واليسارية.

### 1982

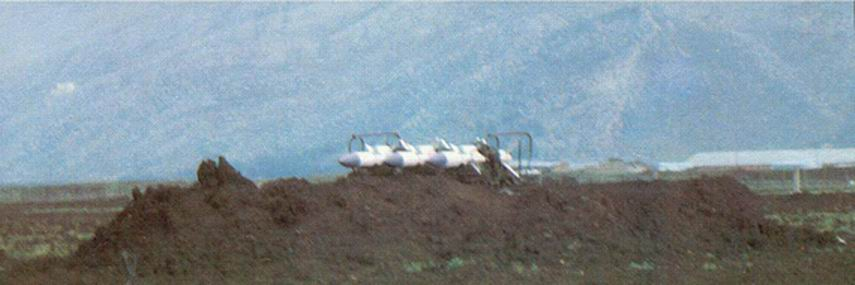
جزء من موقع سام 6 سوري تم بناؤه بالقرب من الطريق السريع بين بيروت ودمشق، ويطل على سهل البقاع، في أوائل عام 1982.

نشر الجيش السوري أكثر من 30 ألف جندي في لبنان.
كان أكبر تركيز في سهل البقاع حيث كانت الفرقة المدرعة الأولى مؤلفة من الكتائب الآلية 58 والكتائب المدرعة 76 و91. كما تم تعيين اللواء المدرع الثاني والستين وعشر كتائب من الكوماندوز في الفرقة. نشرت سوريا حوالي 400 دبابة في سهل البقاع. كما تم نشر 19 بطارية صاروخ أرض جو، بما في ذلك سام 6، في سهل البقاع.
في بيروت وجبال الشوف كان لواء المشاة 85، وجيش التحرير الفلسطيني، والصاعقة، و20 كتيبة كوماندوز. لقد نشرت سوريا حوالي 200 دبابة في هذه المنطقة. كانت مهمتهم الأساسية حماية الطريق السريع بين بيروت ودمشق، والذي كان خط الإمداد الرئيسي لسوريا في المنطقة.